# Sascha Samulewicz
Sascha Samulewicz (* 21. März 1986 in Dortmund) ist ein deutscher Fußballtorhüter. Er spielt seit 2015 für den BSV Schüren.

## Karriere
Samulewicz kam im Alter von 14 Jahren zu Borussia Dortmund. Bis 2005 spielte er in der Jugendmannschaft. Zwischen 2005 und 2007 war er Ersatztorwart der zweiten Mannschaft von Borussia Dortmund. Am 1. April 2006 saß er außerdem im Bundesligaspiel zwischen Borussia Dortmund und Borussia Mönchengladbach auf der Bank. 2007 wechselte er zum Wuppertaler SV, bei dem er fünf Jahre blieb. In der Saison 2010/11 war er Stammtorwart der Wuppertaler, sonst war er Ersatztorwart. 2012 ging er zum  Oberligisten KFC Uerdingen 05, bei dem er Stammspieler wurde. Mit den Krefeldern stieg er 2013 in die Regionalliga auf. Im Sommer 2014 wechselte Samulewicz zu Westfalia Herne, wo er eine Saison blieb, um anschließend zum Dortmunder Landesligisten BSV Schüren zu wechseln.